# Lauren Swickard
Lauren Swickard (* 25. Mai 1993 in Cincinnati, Hamilton County, Ohio als Lorynn York) ist eine US-amerikanische Schauspielerin, Drehbuchautorin, Filmproduzentin und ehemalige Ballerina.

## Leben
Swickard wurde 1993 als Lorynn York in Cincinnati geboren, wuchs allerdings in Charlotte in North Carolina auf. Sie besuchte die School of American Ballet und die Chautauqua Institution, wo sie Balletttanz lernte. Sie trat mit der Cincinnati Ballet Company auf professionellen Bühnen in den USA auf. Sie studierte außerdem an der E. W. Scripps School of Journalism der Ohio University. Sie ist seit Juli 2019 mit dem Schauspieler Josh Swickard verheiratet. Die beiden lernten sich 2017 bei den Dreharbeiten zum Film Roped kennen. Das Paar wurde am 2. April 2021 Eltern einer Tochter.
Von 2012 bis 2014 verkörperte sie die Rolle der Scarlett Cambridge in elf Episoden der Fernsehserie Social Path. 2013 übernahm sie Nebenrollen in den Spielfilmen Safe Haven – Wie ein Licht in der Nacht und Iron Man 3. Ab 2014 folgten Besetzungen in verschiedenen Kurzfilmen. 2016 übernahm sie eine größere Rolle in dem Fernsehfilm 2 Lava 2 Lantula!. 2020 übernahm sie Doppel-Hauptrolle im Spielfilm Twisted Twin. Sie ist darüber hinaus auch als Drehbuchautorin und Filmproduzentin tätig. 2020 erschien ihr erster Spielfilm A California Christmas, in dem sie auch an der Seite ihres Mannes zu sehen ist.

## Filmografie

### Schauspiel
- 2011: Lilly's Curse (Kurzfilm)
- 2012: It's Supernatural (Fernsehserie, Episode 8x08)
- 2012: Eastbound & Down (Fernsehserie, Episode 3x03)
- 2012: Deadly Sins (Fernsehserie, Episode 1x07)
- 2012: Shelter (Fernsehfilm)
- 2012–2014: Social Path (Fernsehserie, 11 Episoden)
- 2013: Safe Haven – Wie ein Licht in der Nacht (Safe Haven)
- 2013: Iron Man 3
- 2013: One Bad Day (Kurzfilm)
- 2013: The Girl in the Woods (Kurzfilm)
- 2013: 10 Rules for Sleeping Around
- 2013: Little Birdy (Kurzfilm)
- 2013: The Neighbors (Fernsehserie, Episode 2x08)
- 2013: Anatomy of Violence (Fernsehfilm)
- 2014: The Boyfriend: A Valentine's Day Comedy (Kurzfilm)
- 2014: Shattered (Kurzfilm)
- 2014: Cookie Monster (Kurzfilm)
- 2014: Southern Comfort
- 2014: Beach Bum Blues (Kurzfilm)
- 2014: Revenge (Kurzfilm)
- 2014: Weekend Debrief (Kurzfilm)
- 2014: Hello (Kurzfilm)
- 2015: Whitney (Fernsehfilm)
- 2015: Babysitter auf Abwegen (Babysitter's Black Boo) (Fernsehfilm)
- 2015: The Legend of Seven Toe Maggie
- 2015: Rosemont
- 2016: Broken Promise (Fernsehfilm)
- 2016: The Perfect Daughter (Fernsehfilm)
- 2016: 2 Lava 2 Lantula! (Fernsehfilm)
- 2016: Turbulence
- 2016: Roommates (Fernsehserie, 4 Episoden)
- 2016: Alibi (Kurzfilm)
- 2017: Dear White People (Fernsehserie, 2 Episoden)
- 2017: Sweet the Show (Fernsehserie)
- 2017: Struggling (Fernsehfilm)
- 2017: Web Cam Girls (Fernsehfilm)
- 2018: @asst (Kurzfilm)
- 2018: The Pact (Fernsehserie)
- 2018: The Boarder (Fernsehfilm)
- 2018: Posse (Fernsehserie)
- 2019: Flashout
- 2019: Submission
- 2019: Airplane Mode
- 2020: Roped
- 2020: Twisted Twin
- 2020: Deadly Sugar Daddy
- 2020: A California Christmas
- 2021: A California Christmas: City Lights
- 2022: Holiday Harmony
- 2023: General Hospital (Fernsehserie)

### Drehbuch und Produktion
- 2020: A California Christmas